# Абидшаев, Мадаминджан
Мадаминджан Абидшаев — советский хозяйственный, государственный и политический деятель.

## Биография
Родился в 1936 году. Член КПСС.
С 1963 года — на хозяйственной, общественной и политической работе. В 1963—1982 гг. — инженер Нарынского райводхоза, начальник Нарынского районного управления водного хозяйства, начальник Наманганского областного управления водного хозяйства и оростельных систем, секретарь Наманганского обкома КП Узбекистана, председатель Наманганского облисполкома.
Избирался депутатом Верховного Совета Узбекской ССР 9-го и 10-го созывов. Делегат XXVI съезда КПСС.
Живёт в Узбекистане.